# Ordre de Jéhova

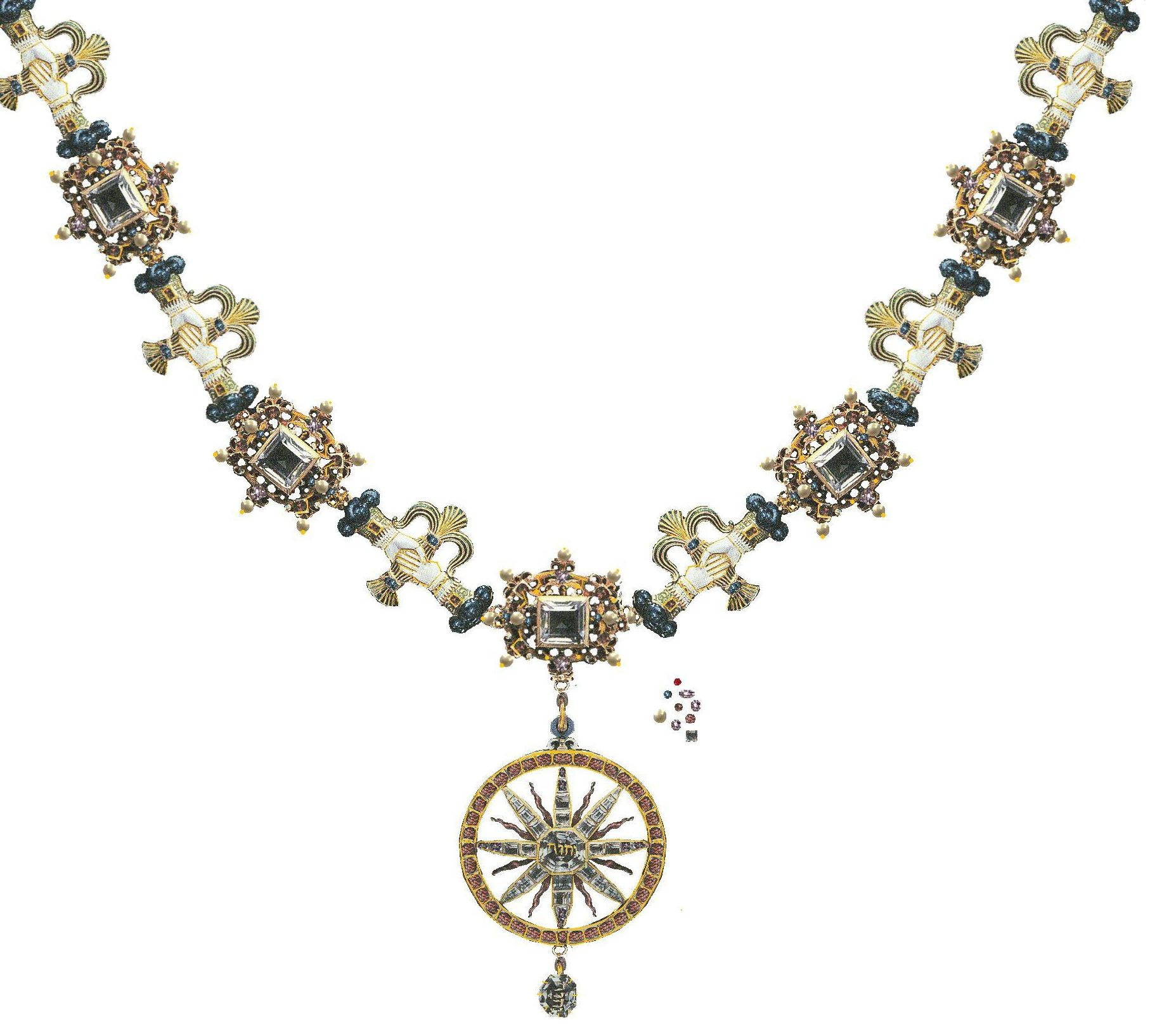
Le collier de l’ordre de Jéhovah sur lequel se trouve le tétragramme (he)

L’ordre de Jéhova (en suédois : Kungliga Jehovaorden) est un ordre de chevalerie suédois fondé en 1606 par Charles IX . Le collier de cet ordre était seulement porté par le roi. Mais le roi a fait faire à Stockholm trois autres colliers qui furent portés le 15 mars 1607, lors de sa cérémonie de couronnement dans la cathédrale d’Uppsala, par ses deux fils le prince Gustave-Adolphe, duc de Finlande et futur roi de Suède, le prince Carl Philippe duc de Södermanland ainsi que par son gendre, le prince Jean duc d’Östergötland.
La devise de cet ordre est « Jehovah solatium meum », en français « Jéhovah, mon consolateur ».